# 斉藤有希
斉藤 有希（さいとう ゆき）は、新潟総合テレビの元アナウンサー。

## 人物
愛媛県南宇和郡愛南町出身。

## 過去の出演番組
新潟総合テレビ時代
- NSTスーパーニュース
- スマイルスタジアムNST

NHK水戸移籍後
- おはよう日本・首都圏
- とれたてワイドいばらき
- ニュースワイド茨城（「いばスポ」担当）

NHK千葉移籍後
- ひるどき情報ちば（FM）
- ひるまえほっと
- 首都圏ネットワーク いってみよういってみたい

放送大学
- 大学の窓